# Spyro Reignited Trilogy
Spyro Reignited Trilogy — сборник ремастеров первых трёх компьютерных игр из серии Spyro the Dragon, разработанный Toys For Bob и изданный Activision на платформы Nintendo Switch, PlayStation 4 и Xbox One. В данный сборник входят ремастеры игр Spyro the Dragon, Spyro 2: Ripto’s Rage! и Spyro: Year of the Dragon, которые изначально были разработаны компанией Insomniac Games для PlayStation. Релиз игры состоялся 13 ноября 2018 года. Игра была анонсирована после издания аналогично выполненного ремейка Crash Bandicoot N. Sane Trilogy, который также был издан Activision.

## Разработка

Сравнение стартового уровня оригинальной игры (сверху) и стартового уровня ремастера из Reignited Trilogy (снизу)

Эндрю Хаус, директор Sony Computer Entertainment, в июле 2014 года в интервью «Дэйли телеграф» рассказал, что они думают о том, чтобы вернуть Спайро, заявив что «это сдвиг для нас, мы начали говорить о том, что может быть нет ничего плохого в возвращении назад и рассматривании персонажей, о которых люди всё ещё разговаривают, и которые были большой частью их детства или молодости, и я точно бы не закрывал дверь этому».
В сентябре 2014 года, дав интервью IGN на конференции EGX того года, директор Insomniac Games Тед Прайс заявил, что создание новой игры по Спайро возможно, и добавил, что «Activision отлично справилась со Спайро. Они воскресили его, и, на мой взгляд, Skylanders все ещё о Спайро. У игры такая же эстетика, такая же высокая привлекательность, и они сделали большую работу по привлечению новых поклонников к этому персонажу и его миру. Это очень сложно сделать в эпоху, когда множество игр мрачнее и грубее. Мы всегда будем любить Спайро. Я научился говорить „никогда не говори никогда“, так что … кто знает?».
Вскоре после издания Crash Bandicoot N. Sane Trilogy в 2017 году, разработчики Vicarious Visions прокомментировали, что они в курсе насколько высок запрос к тому чтобы классическая трилогия по Спайро получила такое же внимание, и отметили «просто продолжайте спрашивать».
Spyro Reignited Trilogy была официально анонсирована 5 апреля 2018 года. Томас Кенни, который озвучил Спайро в Ripto’s Rage, Year of the Dragon и Enter the Dragonfly, вернулся к своей роли в Reignited Trilogy, и переозвучил роли в первой игре, которыми занимался Карлос Алазраки. Саундтрек, написанный Стюартом Коуплендом, также был ремастерен для переиздания.
Первоначально игра планировалась к выпуску 21 сентября 2018 года, но была отложена до 13 ноября 2018 года. Физическое издание Reignited Trilogy содержит полную игру Spyro the Dragon, а также часть уровней из Ripto’s Rage! и Year of the Dragon. Остальные уровни должны быть загружены в виде обновления.

## Отзывы и критика
| Сводный рейтинг       | Сводный рейтинг                            |
| Агрегатор             | Оценка                                     |
| --------------------- | ------------------------------------------ |
| GameRankings          | 83,22 %                                    |
| Metacritic            | (PS4) 82/100 (XONE) 83/100 (Switch) 79/100 |
| Иноязычные издания    |                                            |
| Издание               | Оценка                                     |
| EGM                   | [ 19 ]                                     |
| GameSpot              | 8/10                                       |
| IGN                   | 8,5/10                                     |
| Русскоязычные издания |                                            |
| Издание               | Оценка                                     |
| 3DNews                | 8 из 10                                    |
| «Игромания»           | Играть? Да!                                |
| «Канобу»              | 7 из 10                                    |
| «НИМ»                 | 8,1 из 10                                  |

Игра получила в основном положительные отзывы игровой прессы, оценка на сайте-агрегаторе Metacritic составляет от 79 до 83 баллов из 100 в зависимости от платформы.
В сентябре 2023 года совокупные продажи Spyro Reignited Trilogy на всех платформах превысили 10 миллионов копий.